# Walgett
Walgett är en stad i New South Wales, Australien, som grundades 1885. Vid folkräkningen 2016 hade staden 1 546 invånare. Staden blev omskriven efter att Australien drabbats av en mycket svår torka. Staden ger ut en egen tidning som heter 'Walgett Spectator'